# علاقات المملكة المتحدة الخارجية

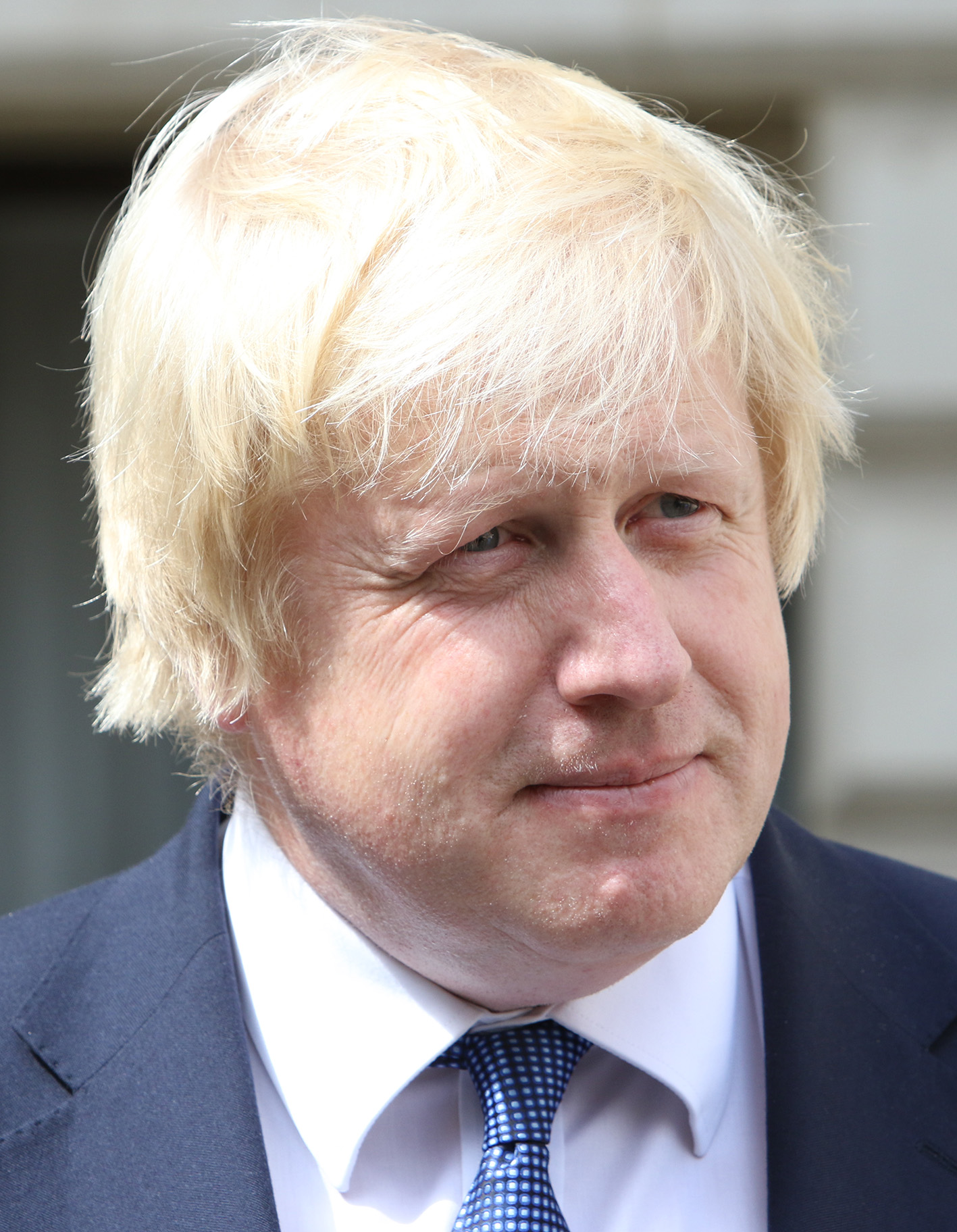

تدير وزارة الخارجية وشؤون الكومنولث العلاقات الخارجية الدبلوماسية للمملكة المتحدة، برئاسة وزير الخارجية وشؤون الكومنولث. ويلعب رئيس الوزراء والعديد من الوكالات الأخرى دورًا في وضع السياسة، بالإضافة إلى العديد من المؤسسات والشركات التي لها رأي ودور.
كانت بريطانيا القوة الأولى في العالم خلال القرن التاسع عشر وأوائل القرن العشرين، خاصة خلال فترة ما يسمى «باكس بريتانيكا» (السلام البريطاني) - فترة من السيادة لا مثيل لها والسلام الدولي غير المسبوق خلال منتصف إلى أواخر القرن التاسع عشر. وبقيت الدولة تعتبر قوة عظمى على نطاق واسع حتى أزمة السويس عام 1956، فاقترن هذا الحادث المحرج بفقدان الإمبراطورية الذي جعل دور المملكة المتحدة المهيمن في الشؤون العالمية يضمحل تدريجيًا. ومع ذلك، بقيت المملكة المتحدة دولة كبرى وعضوًا دائمًا في مجلس الأمن التابع للأمم المتحدة، وعضوًا مؤسسًا في مجموعة الدول الصناعية السبع (جي 7)، ومجموعة الثماني (جي 8)، ومجموعة العشرين (جي 20)، ومنظمة حلف شمال الأطلسي (ناتو)، ومنظمة التعاون الاقتصادي والتنمية (أو إي سي دي)، ومنظمة التجارة العالمية (دبليو تي أو)، ومجلس أوروبا، ومنظمة الأمن والتعاون في أوروبا (أو إس سي إي)، ودول الكومنولث، الذي يعد ضمن إرث الإمبراطورية البريطانية. وقد كانت المملكة المتحدة دولة عضوًا في الاتحاد الأوروبي (وعضوًا في المؤسسات التي سبقته) منذ عام 1973. ومع ذلك، بسبب نتائج استفتاء بقاء المملكة المتحدة ضمن الاتحاد الأوروبي لعام 2016، بدأت إجراءات الانسحاب من الاتحاد الأوروبي في عام 2017 واختتمت عندما غادرت المملكة المتحدة رسميًا الاتحاد الأوروبي في 31 يناير 2020. منذ التصويت، بدأ صانعو السياسات بالسعي لاتفاقيات تجارية جديدة مع شركاء عالميين آخرين.

## التاريخ
كانت العلاقات الخارجية البريطانية موروثة إلى حد كبير من مكانة مملكة إنجلترا في العالم قبل أن تتوحد بريطانيا العظمى ضمن مملكة واحدة. ركزت السياسة الخارجية البريطانية في البداية على تحقيق توازن القوى داخل أوروبا، مع عدم هيمنة أي دولة على شؤون القارة. وكان هذا سببًا رئيسيًا وراء الحروب البريطانية ضد نابليون، ومشاركة المملكة المتحدة في الحربين العالميتين الأولى والثانية.
العدو الرئيسي للبريطانيين، منذ حرب المئة عام حتى هزيمة نابليون (1337-1815) كانت فرنسا، التي تعد دولة أكبر ولها جيش أقوى. كان البريطانيون ناجحين عمومًا في حروبهم العديدة، باستثناء حرب الاستقلال الأمريكية (1775-1783)، عندما هُزمت بريطانيا، دون أي حلفاء رئيسيين، من قبل المستعمرين الذين حصلوا على دعم فرنسا وهولندا وإسبانيا. وقد كانت الاستراتيجية الدبلوماسية المفضلة هي دعم جيوش الحلفاء القاريين، مثل بروسيا، وبالتالي تحويل القوة المالية الهائلة في لندن إلى ميزة عسكرية. واعتمدت بريطانيا بشكل كبير على البحرية الملكية من أجل الأمن، ساعية لإبقائها أقوى أسطول موجود مع مجموعة كاملة من القواعد في جميع أنحاء العالم. كانت الهيمنة البريطانية على البحار أمرًا حيويًا لتشكيل الإمبراطورية البريطانية، وحققت ذلك عبر الحفاظ على قوة بحرية أكبر من القوتين البحريتين التاليتين لها مجتمعتين وذلك لغالبية القرن التاسع عشر وأوائل القرن العشرين، قبل دخول الولايات المتحدة الحرب العالمية الثانية.

### عشرينيات القرن العشرين
كانت بريطانيا «عملاقًا مضطربًا»، وتراجعت هيمنة قوتها الدبلوماسية في عشرينيات القرن العشرين. إذ توجب عليها أن تفسح المجال للولايات المتحدة معظم الأوقات، والتي مارست في كثير من الأحيان تفوقها المالي. تضمنت المواضيع الرئيسية للسياسة الخارجية البريطانية دورًا في مؤتمر باريس للسلام لعام 1919، حيث عمل لويد جورج بجد على تخفيف المطالب الفرنسية بالانتقام. ونجح بذلك جزئيًا، ولكن سرعان ما اضطرت بريطانيا إلى تلطيف السياسة الفرنسية تجاه ألمانيا، كما حدث في معاهدة لوكارنو. وكانت بريطانيا عضوًا نشطًا في عصبة الأمم الجديدة، لكن قائمة الإنجازات الرئيسية كانت طفيفة.
كان نزع السلاح على رأس جدول الأعمال، ولعبت بريطانيا دورًا رئيسيًا بعد الولايات المتحدة في مؤتمر واشنطن البحري لعام 1921 في العمل من أجل نزع السلاح البحري للقوى الكبرى. لكن بحلول عام 1933 انهارت قضية نزع السلاح وتحولت إلى إعادة تسليح لحرب ضد ألمانيا. كانت بريطانيا أقل نجاحًا في التفاوض مع الولايات المتحدة بشأن القروض الكبيرة. واضطرت بريطانيا إلى السداد. ودعمت بريطانيا الحل الأمريكي من خلال خطة دوز وخطة يونغ، التي دفعت ألمانيا من خلالهما تعويضاتها باستخدام الأموال المقترضة من بنوك نيويورك. ووضع الكساد الكبير الذي بدأ عام 1929 ضغوطًا هائلة على الاقتصاد البريطاني. اتجهت بريطانيا نحو نظام الامتيازات الإمبراطورية، الذي يعني رسومًا جمركية منخفضة بين دول الكومنولث، وحواجز أكثر أمام التجارة مع الدول الخارجية. ثم جف تدفق الأموال من نيويورك، وانتهى نظام التعويضات ودفع الديون في عام 1931.
في السياسة البريطانية الداخلية، كان لحزب العمال الناشئ سياسة خارجية مميزة ومريبة تستند إلى السلامية. إذ اعتقد قادة الحزب أن السلام مستحيل بسبب الرأسمالية، والدبلوماسية السرية، وتجارة الأسلحة. لذا شدد على العوامل المادية التي تجاهلت الذكريات النفسية للحرب العظمى، والتوترات العاطفية الشديدة بشأن القومية وحدود الدول. ومع ذلك، صب زعيم الحزب رامزي ماكدونالد معظم اهتمامه على السياسات الأوروبية.

### ثلاثينيات القرن العشرين
إن الذكريات الحية لأهوال الحرب العالمية دفعت العديد من البريطانيين - وقادتهم في جميع الأحزاب - إلى التهدئة في حقبة ما بين الحربين العالميتين. وأدى ذلك مباشرة إلى استرضاء الديكتاتوريين لتجنب تهديداتهم بشن حرب جديدة.
جاء التحدي من الدكتاتوريين، أولًا من بينيتو موسوليني في إيطاليا، ثم أدولف هتلر في ألمانيا النازية الأكثر قوة. وأثبت عصبة الأمم أنها مخيبة للآمال بالنسبة لأنصارها. إذ لم تتمكن من إيجاد حل لأي من التهديدات التي يشكلها الديكتاتوريون. وكانت السياسة البريطانية هي «إرضائهم» على أمل أن يشبعهم ذلك. وبحلول عام 1938 كان من الواضح أن الحرب تلوح في الأفق، وأن ألمانيا لديها أقوى جيش في العالم. وكان العمل الأخير للاسترضاء عندما ضحت كلٌ من بريطانيا وفرنسا بتشيكوسلوفاكيا استجابًة لمطالب هتلر في اتفاقية ميونيخ لعام 1938. وبدلًا من أن يرضيه ذلك، هدد هتلر بولندا، وفي النهاية تخلى رئيس الوزراء نيفيل تشامبرلين عن المداراة واتخذ موقفًا واضحًا بالدفاع عن بولندا. لكن هتلر عقد صفقة مع جوزيف ستالين لتقسيم أوروبا الشرقية. عندما غزت ألمانيا بولندا في سبتمبر 1939، أعلنت بريطانيا وفرنسا الحرب؛ واتبع الكومنولث البريطاني خطى لندن.

### الحرب العالمية الثانية

#### منذ عام 1945
كانت بريطانيا في ضائقة مالية عام 1945، وخفضت بشكل منهجي التزاماتها الخارجية / وأضافت التزامات جديدة كمشارك فعّال في الحرب الباردة ضد الشيوعية، وكعضو مؤسس في الناتو بشكل خاص.
بنى البريطانيون الإمبراطورية البريطانية الممتدة في جميع أنحاء العالم، والتي بلغت أوجها في عام 1922، وبعد أكثر من نصف قرن من التفوق العالمي الكبير. ومع ذلك، فإن التكاليف المتراكمة لخوض حربين عالميتين وضعت عبئًا ثقيلًا على اقتصاد المملكة المتحدة، وبعد عام 1945 بدأت الإمبراطورية البريطانية تتفكك تدريجيًا، مع منح العديد من الدول استقلالها. وبحلول منتصف إلى أواخر الخمسينيات من القرن العشرين، تراجعت حالة المملكة المتحدة كقوة عظمى كثيرًا بسبب بروز الولايات المتحدة والاتحاد السوفيتي. وانضمت العديد من الدول المستعمرة السابقة إلى «دول الكومنولث»، وهي منظمة تضم دولًا مستقلة تمامًا تتمتع الآن بحالة مساوية للمملكة المتحدة. أخيرًا وجهت بريطانيا اهتمامها إلى القارة، وانضمت إلى الاتحاد الأوروبي.
عمليًا أصبحت جميع المستعمرات مستقلة. وقللت بريطانيا من تدخلاتها في الشرق الأوسط، حيث كانت أزمة السويس المهينة لعام 1956 علامة على نهاية وضعها كقوة عظمى. لكن بريطانيا أقامت علاقات عسكرية وثيقة مع الولايات المتحدة وفرنسا والأعداء التقليديين مثل ألمانيا في حلف الناتو العسكري. بعد سنوات من النقاش (والرد) انضمت بريطانيا إلى السوق المشتركة في عام 1973؛ التي تسمى الآن الاتحاد الأوروبي. ومع ذلك، لم تندمج ماليًا، وأبقت الجنيه منفصلًا عن اليورو، الأمر الذي أبقاها منعزلة جزئيًا عن الأزمة المالية للاتحاد الأوروبي لعام 2011. وفي 23 يونيو 2016، صوتت المملكة المتحدة لمغادرة الاتحاد الأوروبي.
تقوم المملكة المتحدة حاليًا بإنشاء مرافق جوية وبحرية في الخليج الفارسي، في الإمارات والبحرين. وتدرس التواجد في عُمان أيضًا.